# Othello (1952)
The Tragedy of Othello: The Moor of Venice is een Amerikaanse dramafilm uit 1952 onder regie van Orson Welles, die zelf het titelpersonage speelde. Het verhaal is gebaseerd op het gelijknamige toneelstuk van William Shakespeare.

## Verhaal
Othello (Orson Welles) is een Afrikaanse prins die als generaal dient in het Venetiaanse leger. Zijn reserveofficier Iago (Micheál MacLiammóir) haat hem hartgrondig. Daarom probeert hij met list en bedrog een wig te drijven tussen Othello en zijn echtgenote Desdemona (Suzanne Cloutier).
Voor een uitgebreidere behandeling van het verhaal, zie Othello (toneelstuk)

## Rolverdeling
| Rol       | Acteur              |
| --------- | ------------------- |
| Othello   | Orson Welles        |
| Desdemona | Suzanne Cloutier    |
| Iago      | Micheál MacLiammóir |
| Cassio    | Michael Laurence    |
| Roderigo  | Robert Coote        |
| Emilia    | Fay Compton         |